# Альфред Тілтиньш
Альфред Матісович Тілтиньш (лат. Alfrēds Tiltiņš; нар. 4 березня 1897 — пом. 11 лютого 1942) — радянський військовий розвідник, нелегальний резидент радянської військової розвідки у Франції (1922—1926) і США (1927—1930), комбриг (26.11.1935).
Старший брат Поля Армана. Володів німецькою, французькою та англійською мовами.

## Життєпис
Народився в маєтку Сесан Мезотинської волості Бауського повіту Курляндської губернії Російської імперії (нині — місто Бауска, Латвія) в селянській родині. Латиш. Закінчив реальне училище в Мітаві.
Закінчив Олексіївське військове училище в 1916 році. З того ж року — в Російській імператорській армії. Учасник Першої світової війни: командир роти 3-го латиського стрілецького Курземського полку, підпоручик.
З 1918 року — в лавах РСЧА. Учасник Громадянської війни в Росії: командир роти, батальйону, помічник командира полку, начальник штабу партизанських загонів, командир 85-го стрілецького полку, бригади (1918—1920). Член РКП(б) з 1918 року. У серпні 1920 року потрапив у польський полон, за обміном звільнений у лютому 1921 року. У 1921—1922 роках навчався у військовій академії РСЧА.
В липні 1922 року відряджений за кордон: нелегальний резидент радянської військової розвідки у Франції (1922—1926), де закінчив три курси Політехнічного інституту в Парижі. Згодом працював у Німеччині, а з 1927 по 1930 роки — нелегальний резидент радянської військової розвідки у США.
З липня 1930 року — помічник командира механізованої бригади з технічної частини, з березня 1931 року — начальник автобронетанкових військ Білоруського військового округу, з березня 1932 року — командир і комісар 5-ї окремої мотомеханізованої бригади в Борисові (Білорусь).
З червня 1936 по листопад 1937 року — в розпорядженні РУ ГШ РСЧА, брав участь у Громадянській війні в Іспанії.
27 листопада 1937 року заарештований. Військовою колегією Верховного суду СРСР 15 грудня 1940 р. за звинуваченням у шпигунстві та участь у військовій змові засуджений до 15 років позбавлення волі у виправно-трудових таборах, де й помер 11 лютого 1942 року. Посмертно реабілітований 26 березня 1957 року.

## Нагороди
Був нагороджений орденом Леніна (1936) і трьома орденами Червоного Прапора (1920, 1922, 1928).